# North Enmore
North Enmore est une communauté dans le comté de Prince sur l'Île-du-Prince-Édouard, au Canada, au sud-est d'O'Leary.